# Dopping
A dopping teljesítményfokozó természetes vagy mesterséges szerek összefoglaló neve. Alkalmazását a sporttal kapcsolatos szabályok szigorúan tiltják.
Fogalmát Magyarországon a 43/2011. (III. 23.) Korm. rendelet 2. pontja állapítja meg. Ezek szerint dopping „az e rendeletben meghatározott tiltólista szerinti hatóanyagot tartalmazó teljesítményfokozó – vagy annak elfedését, illetve gyorsabb kiürítését elősegítő – szer, készítmény vagy élettani vegyület, továbbá módszer.” 

## A szó eredete
A dél-afrikai kaffer törzsek bódító pálinkáját hívták így, amelyet jelentős törzsi események alkalmával fogyasztottak el. Az ital felfokozott idegállapotot vagy éppen bódultságot idézett elő; érzéseikre ez úgy hatott, mint a szesz okozta hirtelen hangulatváltozás. Maga a szó a 19. század végén került az angol nyelvbe, először dope formában használták, az angliai lóversenyekkel kapcsolatosan.
Bár a szónak „serkentés” értelme pozitív tartalmat is hordozhat, ma főleg negatív jelenségekkel kapcsolódik össze a dopping.
A sportolók a szlengben nevezik koksznak is.

## Története
Az ókori Görögországban már ismert volt a sportolók teljesítményfokozása: ezt fokozott fehérjebevitellel érték el. A Kr. e. 6. században a birkózó klotóni Milón verseny előtt nagy mennyiségű borjúhúst fogyasztott. Mások az állatok vérének fogyasztására esküdtek. Ugyancsak fokozott teljesítményt váltott ki az indiánokból a kokalevél fogyasztása.
A nemzetközi sporteseményeknek az egyik legnagyobb problémája a doppingszerek, vagy más teljesítménynövelő drogok használata. A 20. század elején számos atléta kezdett teljesítményfokozókat használni. Például már az 1904. évi nyári olimpiai játékok maratonfutója, Thomas J. Hicks sztrichnint és konyakot kapott edzőjétől a verseny alatt. Ahogy a módszerek fejlődtek, egyre kétségtelenebbé vált, hogy a doppingolás nem csak fenyegetés a sportok feddhetetlenségét illetően, de végzetes mellékhatásokat is mutathat az atlétákra nézve. Az első, doppingszer által okozott haláleset az 1960. évi nyári olimpiai játékokon, Rómában történt., ahol Knud Enemark Jensen dán kerékpáros lebukott a kerékpárjáról, és később elhunyt. A halottkém vizsgálatából kiderült, hogy amfetamin hatása alatt állt. Az 1960-as évek közepétől a sportszervezetek kezdték tiltani a teljesítménynövelő szerek alkalmazását, a NOB 1967 óta támogatja ezt a tilalmat.
Az első pozitív tesztű olimpikon Hans-Gunnar Lilkenwall, svéd öttusázó volt az 1968. évi nyári olimpiai játékokon (alkohol használatáért el is vették a bronzérmét). Hetvenhárom sportoló volt még érintett a következő 38 évben, közöttük számos érmes is. A legismertebb doppingolással összefüggő kizárás esete a kanadai sprinter, Ben Johnson nevéhez fűződik, aki megnyerte az 1988. évi szöuli olimpiai játékok 100 méteres síkfutását, de pozitív sztanozololtesztet produkált, következésképp elvették az aranyérmét, majd azt Carl Lewisnak adták, akit szintén többször gyanúsítottak teljesítménynövelő szerek használatával, noha sosem mutatott pozitív mintát.
A vizsgálatok ellenére számos atléta folytatta a gyógyszerek szedését fizikai képességeik növelésére, lebukás nélkül. 1990-ben dokumentumokat hoztak nyilvánosságra, amelyekből kiderült, hogy keletnémet sportolónők tudomásuk nélkül szedtek asszimilációs szteroidokat és másfajta drogokat, amiket edzőiktől kaptak, sőt, a lányok már 11 éves koruktól elkezdték a gyógyszeres étrendet, a szüleik előzetes hozzájárulásával. Amerikai női úszók, mint például Shirley Babashoff meg is vádolták a kelet-németeket doppingszerek használatával az 1976. évi nyári olimpiai játékok előtt. Konkrét bizonyítékok azonban nem voltak a berlini fal leomlásáig, amikor is dokumentumok támasztották alá az amerikaiak sejtéseit, miszerint a keletnémet sportolók rendszeres állami támogatást kaptak állóképesség-javító szerekre. Az érintettek közül sokakat a német bíróságok vétkesnek találtak.
Az 1990-es évek második felében a Nemzetközi Olimpiai Bizottság többirányú támadást indított a doppingolás ellen, ennek legfontosabb szerve az 1999-ben megalapított Doppingellenes Világszervezet (WADA). A 2000-es nyári és a 2002-es téli olimpiai játékok bebizonyították, hogy ez a háború még korántsem ért véget, mivel súlyemelőket és sífutókat diszkvalifikáltak doppingvétség okán. Egy feltehetőleg ártatlan áldozata az antidopping mozgalomnak a román Andreea Răducan volt, akitől a 2000-es sydney-i olimpián vették el aranyérmét. A vizsgálat eredményei pszeudoefedrin jelenlétét mutatták ki a sportolónő szervezetében (melyet egy olimpiai orvos írt fel számára), és Răducan nem volt tudatában annak, hogy a megfázására felírt gyógyszerben (amelyeket az olimpiai játékok alatt szedett) illegális összetevők voltak. A 2006. évi téli olimpiai játékok alatt csupán egy sportoló bukott meg a vizsgálatokon, az ő érmét visszavonták. Tizenkét sportolónál találtak azonban olyan rendellenességet, hogy az ellenőrzések magas vörösvértestet mutattak ki (büntetésük öt nap eltiltás volt, egészségügyi okokból). Az atléták képességeit igazságtalanul fejlesztő szerek az évek alatt egyre kifinomultabbak lettek. Ennek okán a NOB első alkalommal 2006-ban, Torinóban alkalmazott vérvizsgálatokat.

## Doppingellenes tevékenység
Magyarországon a doppingellenes tevékenység szabályait a 43/2011. (III. 23.) Korm. rendelet állapítja meg. 
A rendelet 3. pontja szerint  doppingellenes tevékenység az az ellenőrző, felvilágosító és nevelő tevékenység, amelynek célja, hogy a versenyző sportteljesítménye fokozása érdekében doppingot ne használjon vagy ne alkalmazzon.